# Erwin Pallemans
Erwin Pallemans (Antwerpen, 1966) is een Belgisch dirigent, muziekpedagoog en kornettist.

## Levensloop
Pallemans kreeg zijn eerste muzieklessen aan de Muziekacademie Ekeren. Hij studeerde aan het Koninklijk Vlaams Conservatorium te Antwerpen, waar hij verscheidene eerste prijzen behaalde.
Als solo kornettist speelde hij mee in de Brass Band Willebroek onder leiding van Frans Violet en ook in de Brass Band Terpsichore onder leiding van Paul Anné. Hij was dirigent van de Brass Band Scaldis Hoboken.
Tegenwoordig is hij fulltime bezig als muziekpedagoog en dirigent van onder andere Brassband Border Brass, Hoogstraten, de Koninklijke Harmonie "de Vriendenband", St-Antonius-Zoersel, de Koninklijk Harmonieorkest "Ste Katarina" en "Peter Benoit", Antwerpen, het Mechels Harmonieorkest, Mechelen.
Hij is ook bezig om een jong orkest op te leiden van de muziek academie te Merksem.
Het orkest bestaat nu al 5 jaar (2013) en is genaamd Muzarko.
Verder is hij een veelgevraagd jurylid bij wedstrijden.